# Ermentruda Orleánská
Ermentruda Orleánská (francouzsky Ermentrude d'Orléans, 27. září 823 – 6. října 869) byla první manželka Karla II. Holého, římského císaře a prvního krále Západofranské říše. 

## Život
Ermentruda byla dcerou orleánského hraběte Oda a jeho ženy Engeltrudy. Ermentruda ráda vyšívala a zajímala se o duchovní záležitosti. 
Svatba Ermentrudy a Karla II. se konala v roce 842. Měli celkem 9 dětí.
- Judita Flanderská (844–870), královna Wessexu
- Ludvík II. Koktavý (846–879), západofranský král
- Karel Dítě (847–866), akvitánský král
- Lothar (848–865), mnich
- Karloman (849–876), mnich
- Rotruda (852–912), abatyše
- Ermentruda (854–877), abatyše
- Hildegarda (narozena 856, zemřela mladá)
- Gisela (857–874)

Od svého manžela odešla v roce 866, po popravě svého bratra Viléma, do ženského kláštera, kde strávila zbytek svého života. 
Ermentruda Orleánská je pohřbena v pařížské bazilice Saint-Denis.